# Menelikornis
Menelikornis refere-se a um género de aves da família Musophagidae, que é endémica de África.

## Espécies
O género Menelikornis compreende 2 espécies:
- Turaco-de-ruspoli, Menelikornis ruspolii Salvadori, 1896
- Turaco-de-faces-brancas, Menelikornis leucotis (Rüppell, 1835)